# Самбу, Идриса
Идри́са Си́ди Самбу́ (порт. Idrisa Sidi Sambú; род. 27 марта 1998, Бисау) — португальский футболист, нападающий.

## Клубная карьера
Начал заниматься футболом в академии лиссабонского «Спортинга». В 15 лет, под влиянием агента, перешёл в «Порту». Выступал за молодёжную команду «Порту», в частности в Юношеской лиге УЕФА; а 2 апреля 2016 года впервые сыграл за фарм-клуб «Порту Б» в матче Сегунды против «Академику ди Визеу» (4:0).
Зимой 2016/17 находился на просмотре во второй команде московского «Спартака». 22 февраля подписал контракт с клубом на 3,5 года. Сумма трансфера составила около 1 млн евро.
19 марта сыграл первый официальный матч за «Спартак-2», выйдя в стартовом составе в домашней встрече ФНЛ против московского «Динамо» (1:1) Также во второй половине сезона 2016/17 сыграл 7 матчей за молодёжный состав «Спартака», забив 1 гол, и помог своей команде выиграть молодёжное первенство России.
8 июля 2017 года забил первый гол за «Спартак-2», принеся своей команде победу в гостях над «Сибирью» (2:1).
29 июня 2018 года на правах годичной аренды перешёл в бельгийский клуб «Мускрон-Перювельз». Дебютировал 28 июля в матче 1-го тура чемпионата Бельгии против «Остенде», выйдя в старте и открыв счёт на 23-й минуте встречи, однако это не спасло его команду от поражения (1:2). Сыграв в первой половине сезона всего 7 матчей, в феврале 2019 года нападающий был близок к переходу в киевский «Арсенал», но трансфер не состоялся. Летом 2019 года вернулся в расположение «Спартака-2» и был заявлен для участия в первенстве ФНЛ 2019/20. 9 июня 2020 года Самбу покинул московский клуб, так как «Спартак» не стал пролонгировать соглашение.
28 августа 2020 года перешёл на правах свободного агента в румынский клуб «Газ Метан», контракт подписан на 2 года.

## Карьера в сборной
В 2013—2015 годах привлекался в юношеские сборные Португалии различных возрастов (до 16, до 17 и до 18 лет).

## Достижения
«Спартак» (Москва)
- Победитель молодёжного первенства России: 2016/17